# Discographie de Paula Abdul
Vous lisez un « bon article » labellisé en 2015.
La discographie de Paula Abdul, chanteuse et chorégraphe américaine, regroupe l'ensemble des disques publiés depuis le début de sa carrière musicale en 1988. Elle comporte neuf albums (dont trois studios, quatre compilations et deux remixes), dix-huit singles et sept collaborations. Après avoir été successivement pom-pom girl des Lakers de Los Angeles puis chorégraphe de l'équipe et de plusieurs artistes comme Janet Jackson, Paula Abdul se lance dans une carrière musicale. En 1988, elle publie son premier album, Forever Your Girl, qui met plus d'un an pour devenir no 1 aux États-Unis. Quatre singles issus de l'album se classent no 1 aux États-Unis. Elle publie l'album de remixes Shut Up and Dance (The Dance Mixes) en 1990, puis Spellbound en 1991, qui rencontrent tous deux le succès.
Après trois ans d'absence, elle revient avec un troisième album studio, Head over Heels, qui rencontre moins de succès que ses précédents disques. Paula Abdul se fait ensuite plus rare dans le monde de l'industrie musicale mais continue sa carrière de chorégraphe et sort plusieurs compilations. Dans les années 2000, elle devient une célébrité de télévision en tant que juge d'American Idol. Trois singles inédits sortent respectivement en 2008, 2009 et 2012 : Dance Like There's No Tomorrow et I'm Just Here for the Music et Dream Medley. Au total, Paula Abdul a vendu plus de 50 millions de disques dans le monde.

## Albums

### Albums studio
Paula Abdul publie trois albums studio dont le premier sort en 1988 sous le nom Forever Your Girl. Il atteint la première place du Billboard 200 le 7 octobre 1989, au bout de 64 semaines passées dans le classement, et y reste dix semaines consécutives,. Il devient alors l'album ayant mis le plus de temps pour devenir no 1 dans le classement, ainsi que l'album le plus vendu du label Virgin America. Par ailleurs, quatre singles issus de l'album deviennent no 1 aux États-Unis, faisant de Forever Your Girl l'un des neuf albums à avoir donné au moins quatre singles no 1 dans le pays,,. Le 23 juillet 1990, l'album est certifié sept fois disque platine par la Recording Industry Association of America (RIAA),.
Trois ans plus tard, Paula Abdul sort Spellbound, son deuxième album. L'enjeu est de taille pour la chanteuse, qui doit prouver avec cet album qu'elle n'est pas une imposture et s'assurer une longévité dans le milieu. L'album se classe finalement à la première place du Billboard 200 le 8 juin 1991. Paula Abdul devient alors le premier artiste des années 1990 à avoir deux albums classés no 1 aux États-Unis La chanteuse entame sa première tournée en octobre 1991 pour faire la promotion de l'album. L'album est certifié trois fois disque de platine en janvier 1992, et les cinq singles issus de l'album deviennent tous des tubes.
Après trois années d'absence, elle revient en 1995 avec son troisième album, Head over Heels. Paula Abdul décide ensuite de faire une pause dans sa carrière musicale pour s'orienter vers une carrière télévisuelle et la cinématographique. À partir de 2002, elle trouve le succès en tant que juge de l'émission American Idol,.
| Forever Your Girl - Sortie : juin 1988 - Label : Virgin - Format : CD, Cassette  | 24 | 1  | 1  | 1  | 10 | 12 | 94 | 17 | 19 | 19 | 3  | 6 | 15 | - : 12 000 000 - : 7 000 000 | - : Platine - : 7 × Platine - : Platine - : Or - : Or - : 7 × Platine |
| Spellbound - Sortie : mai 1991 - Label : Virgin, Capitol - Format : CD, Cassette | 17 | 3  | 6  | 1  | 31 | 36 | 12 | –  | 14 | 45 | 4  | 6 | 25 | - : 3 000 000                | - : Or - : 2 × Platine - : Or - : Platine - : 3 × Platine             |
| Head over Heels - Sortie : 13 juin 1995 - Label : Virgin - Format : CD, Cassette | –  | 27 | 21 | 18 | –  | –  | 32 | –  | –  | 74 | 61 | – | –  |                              | - : Or                                                                |
| "–" : aucune entrée                                                              |    |    |    |    |    |    |    |    |    |    |    |   |    |                              |                                                                       |

### Albums de remixes
Shut Up and Dance (The Dance Mixes) est un album contenant des remixes des premiers succès de la Paula Abdul, publié par Virgin afin de tirer profit du succès de la chanteuse avec Forever Your Girl. Il sert alors d'album de transition entre Forever Your Girl et Spellbound,. Classé 7e aux États-Unis le 16 juin 1990, il est par la suite certifié disque de platine le 23 juillet de la même année. En 1992 sort un deuxième album de remixes intitulé The Singles, où apparaissent les singles issus de son album Spellbound.
| Shut Up and Dance (The Dance Mixes) - Sortie : 11 mai 1990 - Label : Virgin - Format : CD, Cassette | 37 | 16 | 14 | 7 | 65 | 44 | 71 | 4 | 29 | 40 | 24 | - : 1 000 000 | - : Platine - : Platine |
| The Singles - Sortie : janvier 1992 - Label : Virgin - Format : CD                                  | –  | –  | –  | – | –  | –  | –  | – | –  | –  | –  |               | –                       |
| "–" : aucune entrée ou certification                                                                |    |    |    |   |    |    |    |   |    |    |    |               |                         |

### Compilations
La compilation The Greatest paraît en 1998. Deux ans plus tard paraît Greatest Hits, composée de 16 pistes reprenant tous les singles de la chanteuse, bien que Steve Huey d'AllMusic critique l'absence de Will You Marry Me? au profit de Megamix Medley. En 2007, sort Greatest Hits: Straight Up!, sur laquelle figure tous ses tubes américains. En 2011, paraît 10 Greats Songs, composée de ses dix plus gros succès. Icon, qui comporte un total de onze tubes, sort en 2013.
| The Greatest - Sortie : 28 mars 1998 - Label : Virgin - Format : CD                               | –  | –  |                |
| Greatest Hits - Sortie : 26 septembre 2000 - Label : Virgin, Capitol, EMI - Format : CD, Cassette | –  | –  | - ÉU : 138 000 |
| Greatest Hits: Straight Up! - Sortie : 8 mai 2007 - Label : Virgin, Capitol, EMI - Format : CD    | 86 | 78 |                |
| 10 Great Songs - Sortie : 14 juin 2011 - Label : Virgin - Format : CD                             | 46 | –  |                |
| Icon - Sortie : 8 octobre 2013 - Label : Virgin - Format : CD                                     | –  | –  |                |
| "–" : aucune entrée                                                                               |    |    |                |

## Chansons

### Singles
Knocked Out, le premier single de Paula Abdul, atteint la 41e place du Billboard Hot 100 américain le 13 août 1988 et définit d'ores et déjà la dance-pop commerciale propre aux premiers enregistrements de la chanteuse,. Le single suivant, (It's Just) The Way That You Love Me, ne monte pas plus haut que la 88e place du classement, tandis qu'il se hisse à la 10e place des Hot Black Singles et la 18e du Hot Dance Club Play,.
C'est à la fin de l'année 1988 que Paula Abdul acquiert le statut de superstar avec Straight Up. Le single reste trois semaines consécutives à la première place du Billboard Hot 100, avant d'être certifié disque de platine en mars 1989,. Cinq autres singles atteignent cette même position dans les trois années qui suivent, parmi lesquels Forever Your Girl, Cold Hearted et Opposites Attract en 1989 en 1990,, tandis qu'une réédition de (It's Just) The Way That You Love Me est classée no 3 en décembre 1989. Straight Up et Opposites Attract rencontrent aussi le succès en Europe et atteignent entre autres le top 10 des hit-parades britanniques.
Le succès continue avec la parution de Spellbound en 1991 et des cinq singles issus de l'album. Rush Rush et The Promise of a New Day sont tous deux classés no 1 aux États-Unis, Certifié disque d'or en juin 1991, Rush Rush devient le premier single depuis Like a Virgin de Madonna en 1984 à rester no 1 pendant cinq semaines dans le Billboard Hot 100. Les deux singles sont suivis de Blowing Kisses in the Wind, classé no 6 aux États-Unis, puis de Vibeology et Will You Marry Me?.
En 1995, Paula Abdul revient avec My Love Is for Real, qui précède alors la parution de l'album Head over Heels,. Le single se classe 28e dans le Billboard Hot 100 et no 1 du Hot Dance Club Play,. Paula Abdul fait ensuite une pause dans sa carrière musicale pour s'orienter vers le cinéma et la télévision. Deux singles sont respectivement publiés en 2008 et 2009 : Dance Like There's No Tomorrow et I'm Just Here for the Music. En novembre 2012, elle sort un mix de quatre de ses précédents tubes intitulé Dream Medley.
| 1988                                 | Knocked Out                                         | –  | 82  | –  | 41 | 14 | 8  | –  | – | –  | –  | 98 | –  | –  | –                                        | Forever Your Girl                   |
| 1988                                 | (It's Just) The Way That You Love Me                | –  | 76  | –  | –  | 18 | 10 | –  | – | –  | –  | –  | –  | –  | –                                        | Forever Your Girl                   |
| 1988                                 | Straight Up                                         | 3  | 27  | 18 | 1  | 3  | 2  | 12 | 1 | 6  | 2  | 3  | 2  | 3  | - : Or - : Argent - : Or - : Platine     | Forever Your Girl                   |
| 1989                                 | Forever Your Girl                                   | 17 | 51  | 1  | 1  | 28 | 54 | –  | – | 11 | 13 | 24 | –  | 24 | - : Or                                   | Forever Your Girl                   |
| 1989                                 | Cold Hearted                                        | 38 | 68  | 2  | 1  | 19 | –  | 33 | – | 25 | 63 | –  | –  | –  | - : Or - : Or                            | Forever Your Girl                   |
| 1989                                 | Knocked Out (Ré-édition)                            | –  | –   | –  | –  | –  | –  | –  | – | –  | –  | 45 | –  | –  | –                                        | Forever Your Girl                   |
| 1989                                 | (It's Just) The Way That You Love Me (Ré-édition)   | –  | –   | 5  | 3  | –  | –  | –  | – | 12 | –  | 74 | –  | –  | –                                        | Forever Your Girl                   |
| 1989                                 | Opposites Attract (avec The Wild Pair)              | 14 | 1   | 1  | 1  | 24 | 3  | 23 | 6 | 6  | 4  | 2  | 11 | 19 | - : 2 × Platine - : Or - : Argent - : Or | Forever Your Girl                   |
| 1990                                 | Knocked Out (Remix)                                 | –  | –   | 27 | –  | –  | –  | 45 | – | –  | –  | 21 | –  | –  | –                                        | Shut Up and Dance (The Dance Mixes) |
| 1990                                 | 1990 Medley Mix                                     | –  | 33  | –  | –  | –  | –  | –  | – | –  | –  | –  | –  | –  | –                                        | Shut Up and Dance (The Dance Mixes) |
| 1990                                 | Cold Hearted (Remix)                                | –  | –   | –  | –  | –  | –  | –  | – | –  | –  | 46 | –  | –  | –                                        | Shut Up and Dance (The Dance Mixes) |
| 1991                                 | Rush Rush                                           | 12 | 2   | 1  | 1  | –  | 20 | 24 | 9 | 7  | 6  | 6  | 7  | –  | - : Or - : Or - : Or                     | Spellbound                          |
| 1991                                 | The Promise of a New Day                            | 86 | 31  | 2  | 1  | –  | –  | –  | – | 26 | 39 | 52 | 37 | –  | –                                        | Spellbound                          |
| 1991                                 | Blowing Kisses in the Wind                          | –  | –   | 7  | 6  | –  | –  | –  | – | –  | –  | –  | –  | –  | –                                        | Spellbound                          |
| 1992                                 | Vibeology                                           | –  | 63  | 19 | 16 | 17 | –  | –  | – | 50 | 20 | 19 | –  | 31 | –                                        | Spellbound                          |
| 1992                                 | Will You Marry Me?                                  | 74 | 54  | 6  | 19 | –  | –  | –  | – | –  | –  | 73 | –  | –  | –                                        | Spellbound                          |
| 1995                                 | My Love Is for Real                                 | 87 | 7   | 20 | 28 | 1  | 96 | –  | – | 20 | –  | 28 | –  | –  | –                                        | Head over Heels                     |
| 1995                                 | Crazy Cool                                          | 89 | 76  | 49 | 58 | 13 | –  | –  | – | –  | –  | –  | –  | –  | –                                        | Head over Heels                     |
| 1996                                 | Ain't Never Gonna Give You Up (avec Color Me Badd)  | –  | 110 | –  | –  | –  | –  | –  | – | –  | –  | –  | –  | –  | –                                        | Head over Heels                     |
| 2008                                 | Dance Like There's No Tomorrow (avec Randy Jackson) | –  | –   | –  | 62 | 2  | –  | –  | – | –  | –  | –  | –  | –  | –                                        | Randy Jackson's Music Club          |
| 2009                                 | I'm Just Here for the Music                         | –  | –   | –  | 87 | –  | –  | –  | – | –  | –  | –  | –  | –  | –                                        | Seulement publié en single          |
| 2012                                 | Dream Medley                                        | –  | –   | –  | –  | –  | –  | –  | – | –  | –  | –  | –  | –  | –                                        | Seulement publié en single          |
| "–" : aucune entrée ou certification |                                                     |    |     |    |    |    |    |    |   |    |    |    |    |    |                                          |                                     |

### Collaborations
En 1991, Paula Abdul enregistre Good Night My Love (Pleasant Dreams) pour l'album caritatif For Our Children, pour lequel les bénéfices sont reversés à la Pediatric AIDS Foundation,. L'album est classé no 31 aux États-Unis le 22 juin. La même année, elle apparaît en tant que guest star sur Anytime at All de Dweezil Zappa. La chanteuse enregistre l'année suivante Bend Time Back Around pour la bande originale de la série Beverly Hills 90210. En 1993, elle interprète Zip-a-Dee-Doo-Dah pour le concert For Our Children, un concert pour les enfants atteints du sida. La chanson est ensuite incluse sur l'album du concert,. En 2000, elle co-écrit Spinning Around, qui devient un tube pour la chanteuse australienne Kylie Minogue,. La chanson devait à la base figurer sur un album de Paula Abdul ; celui-ci n'a cependant jamais vu le jour. En 2011, elle collabore avec le duo finlandais Shine 2009 sur leur titre So Free.
| Année | Chanson                              | Rôle       | Album                         |
| ----- | ------------------------------------ | ---------- | ----------------------------- |
| 1991  | Good Night My Love (Pleasant Dreams) | Chant      | For Our Children              |
| 1991  | Anytime at All de Dweezil Zappa      | Guest star | Confessions                   |
| 1992  | Bend Time Back Around                | Chant      | Beverly Hills 90210           |
| 1993  | Zip-a-Dee-Doo-Dah                    | Chant      | For Our Children: The Concert |
| 2000  | Ooh La La La de Nobody's Angel       | Auteur     | Nobody's Angel                |
| 2000  | Spinning Around de Kylie Minogue     | Auteur     | Light Years,                  |
| 2011  | So Free de Shine 2009                | Chœur      | Realism                       |

## Clips vidéo
Paula Abdul fait d'abord partie de l'équipe de pom-pom girls des Lakers de Los Angeles, avant de devenir leur chorégraphe à l'âge de 17 ans,. Ses compétences sont par la suite repérées par Jackie Jackson, qui la recrute pour chorégraphier le clip de Torture des Jacksons. Elle aide également le groupe à chorégraphier leurs différentes danses lors du Victory Tour,. C'est cependant dans la création de vidéos pour Janet Jackson et son album Control que Paula Abdul met avant ses talents de chorégraphe,. Sa participation contribue en effet au succès de l'album et à la popularité des vidéos de Nasty, What Have You Done for Me Lately et When I Think of You. Elle est par la suite recrutée par d'autres artistes tels que Duran Duran, The Pointer Sisters et ZZ Top,,.
La parution de Knocked Out en 1988 annonce les clips aux pas de danse millimétrés caractéristiques des premiers tubes de la chanteuse. Celui de Straight Up reçoit quatre prix lors des MTV Video Music Awards de 1989 : meilleure vidéo dance, meilleure vidéo féminine, meilleure chorégraphie et meilleur montage. Le clip d'Opposites Attract, qui montre Paula Abdul en train de chanter avec le personnage de dessin animé MC Skat Cat, contribue largement au succès de la chanson et remporte un Grammy Award en février 1991. Certains de ses clips sont directement inspirés de films. Ainsi, le clip de Rush Rush s'inspire du scénario de La Fureur de vivre tandis que celui de Cold Hearted s'inspire d'un film de Bob Fosse,.
Paula Abdul continue de travailler en tant que chorégraphe après l'arrêt de sa carrière musicale,,. Elle chorégraphie notamment plusieurs séquences du film American Beauty, sorti en 1999.
| Année | Titre                                                   | Directeur                             | Album                                           |
| ----- | ------------------------------------------------------- | ------------------------------------- | ----------------------------------------------- |
| 1988  | Knocked Out                                             | Danny Kleinman                        | Forever Your Girl                               |
| 1988  | Knocked Out (Remix)                                     | Candace Reckinger, Michael Patterson  | Shut Up and Dance (The Dance Mixes)             |
| 1988  | (It's Just) The Way That You Love Me                    | David Fincher,                        | Forever Your Girl                               |
| 1989  | (It's Just) The Way That You Love Me (deuxième version) | David Fincher,                        | Forever Your Girl                               |
| 1989  | Straight Up                                             | David Fincher,                        | Forever Your Girl                               |
| 1989  | Forever Your Girl                                       | David Fincher,                        | Forever Your Girl                               |
| 1989  | Cold Hearted                                            | David Fincher,                        | Forever Your Girl                               |
| 1990  | Opposites Attract                                       | Candace Reckinger, Michael Patterson, | Forever Your Girl                               |
| 1991  | Skat Strut                                              | –                                     | The Adventures of MC Skat Kat and the Stray Mob |
| 1991  | Rush Rush                                               | Stefan Würnitzer,                     | Spellbound                                      |
| 1991  | The Promise of a New Day                                | Big TV!,                              | Spellbound                                      |
| 1991  | Blowing Kisses in the Wind                              | Big TV!,                              | Spellbound                                      |
| 1992  | Vibeology                                               | –                                     | Spellbound                                      |
| 1992  | Will You Marry Me?                                      | –                                     | Spellbound                                      |
| 1995  | My Love Is for Real                                     | Michael Haussman                      | Head over Heels                                 |
| 1995  | Crazy Cool                                              | Matthew Rolston                       | Head over Heels                                 |
| 1996  | Ain't Never Gonna Give You Up                           | Matthew Rolston                       | Head over Heels                                 |
| 2008  | Dance Like There's No Tomorrow                          | Scott Speer, Paula Abdul              | –                                               |

## Vidéographie
Dès 1989, la chanteuse publie une cassette VHS intitulée Straight Up et regroupant cinq clips issus de son premier album : Knocked Out, (It's Just) The Way That You Love Me, Straight Up, Forever Your Girl et Cold Hearted. En 1992, elle publie la cassette Captivated: The Video Collection '92 qui regroupe les clips de son second album. Les deux cassettes sont certifiées disque d'or aux États-Unis. En 1996, elle publie Under My Spell: Live qui est un enregistrement de sa tournée Under My Spell Tour. Depuis, Paula Abdul a principalement publié des vidéos en rapport avec la danse et le fitness,.
| Titre                                | Date de sortie   | Type            | Label         | Certifications         |
| ------------------------------------ | ---------------- | --------------- | ------------- | ---------------------- |
| Straight Up                          | 1989             | VHS             | Virgin        | - : Or - : 2 × Platine |
| Captivated: The Video Collection '92 | 29 juin 1992     | VHS, Laser-disc | Virgin        | - : Or                 |
| Get Up And Dance!                    | 22 août 1995     | VHS             | Artisan       | –                      |
| Under My Spell: Live                 | 27 février 1996  | VHS             | Virgin        | –                      |
| Cardio Dance                         | 24 novembre 1998 | VHS             | Anchor Bay    | –                      |
| Zoe's Dance Moves                    | 4 mars 2003      | VHS, DVD        | Sesame Street | –                      |
| Video Hits                           | 11 janvier 2005  | DVD             | Virgin        | –                      |
| Cardio Cheer                         | 16 décembre 2005 | DVD             | Trinity Home  | –                      |

### Journaux
1. ↑  (en) « Paula Abdul Heading Out on Tour with Growing Confidence in Voice », Waycross Journal-Herald,‎ 31 octobre 1991 (lire en ligne).
2. 1 2 3  (en) « Paula Abdul back with her brand of light pop », Herald-Journal,‎ 23 mai 1995 (lire en ligne).
3. ↑  (en) Deborah Wilker, « Comeback disc », The Spokesman-Review,‎ 13 juin 1995 (lire en ligne).
4. ↑  (en) Jan DeKnock, « 'Everything' Poised For More Glory », Chicago Tribune,‎ 16 août 1991 (lire en ligne).

### Magazines
1. 1 2  (en) « Billboard Chart Record-Breakers: The Longest Music Moments Ever », Billboard,‎ 9 mai 2014 (lire en ligne).
2. ↑  (en) Gary Trust, « Ask Billboard: Rating Rihanna », Billboard,‎ 23 juillet 2010 (lire en ligne).
3. ↑  (en) Gary Trust, « Ask Billboard: Is Taylor Swift's '1989' the Next 'Teenage Dream'? », Billboard,‎ 31 mai 2015 (lire en ligne).
4. ↑  (en) Greg Sandow, « Shut Up and Dance », Entertainment Weekly,‎ 11 mai 1990 (lire en ligne).
5. ↑  (en) « Ask Billboard », Billboard,‎ 31 janvier 2006 (lire en ligne).
6. ↑  (en) Michael O'Connell, « Paula Abdul Reuniting With MC Skat Kat on 'Dancing With the Stars' », The Hollywood Reporter,‎ 20 novembre 2012 (lire en ligne).
7. ↑  (en) « Picks and Pans Review: For Our Children », People, vol. 35, no 21,‎ picks and pans review: for our children (lire en ligne).
8. ↑  (en) Jennifer Mangan, « 'For Our Children' », Chicago Tribune,‎ 16 février 1993 (lire en ligne).
9. 1 2  (en) Patric Fallon, « Shine 2009 Releases "So Free (feat. Paula Abdul)" Via Cascine », XLR8R,‎ 6 avril 2011 (lire en ligne).
10. ↑  (en) Clarissa Cruz, « We admit it: We love Keanu Reeves in Paula Abdul's Rush, Rush video », Entertainment Weekly,‎ 20 juillet 2004 (lire en ligne).
11. ↑  (en) Lindsey Parker, « Paula Abdul's Favorite Choreography Moments of Her Career », Rolling Stone,‎ 18 juillet 2014 (lire en ligne).
12. ↑  (en) Cathy Applefield Olson, « Fitness Suppliers Focus On Franchises », Billboard, vol. 110, no 31,‎ 1er août 1998, p. 72 (ISSN 0006-2510, lire en ligne).
13. ↑  (en) Dimas Sanfiorenzo, « The 25 Hottest Workout Video Instructors > Paula Abdul », Complex,‎ 3 mai 2011 (lire en ligne).

### Ouvrages
1. 1 2 3 4 5 6 7 8 9 10 11 12 13 14 15 16 17  Rees et Crampton 1999, p. 11.
2. 1 2  Brackett et Hoard 2004, p. 2.
3. 1 2 3 4 5 6 7 8  Hoffmann 2005, p. 1.
4. ↑  Brackett et Hoard 2004, p. 3.
5. 1 2 3 4 5  Ryan 2011.
6. 1 2 3 4 5 6 7 8 9 10 11 12 13  Larkin 2011, "Abdul, Paula".
7. 1 2 3  Rees et Crampton 1999, p. 12.

### Autres sources
1. ↑  (en) Natalie Finn, « Paula Abdul Game for Super Bowl », E!, 10 janvier 2008 (consulté le 3 juillet 2014).
2. 1 2 3 4 5 6 7 8 9 10 11 12 13 14 15 16 17 18 19 20  (en) Stephen Thomas Erlewine, « Paula Abdul » (biographie de l'artiste), sur AllMusic (consulté le 30 septembre 2015)
3. 1 2 3 4 5 6 7 8 9 10 11 12 13 14  (en) « Searchable Database », Recording Industry Association of America (consulté le 28 septembre 2015).
4. 1 2 3  (de) « Paula Abdul: Greatest Hits », sur Offiziellecharts.de, GfK Entertainment (consulté le 17 septembre 2015).
5. 1 2 3  (en) « Paula Abdul in Australian Charts », Australian-charts.com. Hung Medien (consulté le 30 juin 2012).
6. ↑  Pour Forever Your Girl :
  - (en) « Top Albums/CDs - Volume 51, No. 20, March 31 1990 », sur RPM, Library and Archives Canada (consulté le 29 septembre 2015).

Pour Spellbound :
  - (en) « Top Albums/CDs - Volume 54, No. 3, June 22 1991 », sur RPM, Library and Archives Canada (consulté le 29 septembre 2015).

Pour Head over Heels :
  - (en) « Top Albums/CDs - Volume 61, No. 26, July 31 1995 », sur RPM, Library and Archives Canada (consulté le 29 septembre 2015).
7. 1 2  (en) « Paula Abdul Albums & Songs Chart History: Billboard 200 », sur Billboard.com (consulté le 17 septembre 2015).
8. 1 2 3  (en) « Paula Abdul Albums & Songs Chart History: Top R&B/Hip-Hop Albums », sur Billboard.com (consulté le 17 septembre 2015).
9. 1 2  « Les "Charts Runs" de chaque Album Classé », sur InfoDisc.fr (consulté le 30 juin 2012).
10. 1 2  Pour Forever Your Girl :
  - (ja) « あいつにノック・アウト », sur Oricon.com (consulté le 28 septembre 2015).

Pour Spellbound :
  - (ja) « スペルバウンド », sur Oricon.com (consulté le 28 septembre 2015).

Pour Head over Heels :
  - (ja) « ヘッド・オーバー・ヒールズ », sur Oricon.com (consulté le 28 septembre 2015).

Pour Shut Up and Dance (The Dance Mixes) :
  - (ja) « シャット・アップ・アンド・ダンス », sur Oricon.com (consulté le 28 septembre 2015).
11. 1 2  (en) « Paula Abdul in Norwegian Charts », Norwegiancharts.com. Hung Medien (consulté le 30 juin 2012).
12. 1 2 3  (en) « Paula Abdul in New Zealand Charts », Charts.org.nz. Hung Medien (consulté le 30 juin 2012).
13. 1 2 3  (nl) « Paula Abdul in Dutch Charts », Dutchcharts.nl. Hung Medien (consulté le 30 juin 2012).
14. 1 2 3  (en) « Paula Abdul », The Official Charts Company (consulté le 28 septembre 2015).
15. 1 2 3  (en) « Paula Abdul in Swedish Charts », Swedishcharts.com. Hung Medien (consulté le 30 juin 2012).
16. 1 2  (de) « Paula Abdul », Hitparade.ch. Hung Medien (consulté le 30 juin 2012).
17. 1 2 3  (en) N/A, « Forever Your Girl - Releases » (versions de l'album), sur AllMusic (consulté le 21 octobre 2015)
18. ↑  (en) « Celebrity Central: Paula Abdul », sur People.com (consulté le 30 juin 2012).
19. 1 2 3 4 5 6 7  (en) « Gold/Platinum », Music Canada (consulté le 28 septembre 2015).
20. 1 2 3 4  (en) « Certified Awards », British Phonographic Industry (consulté le 30 juin 2012).
21. 1 2 3 4  (sv) « Guld Platina 1987-1998 » [PDF], sur Ifpi.se (consulté le 26 septembre 2015).
22. ↑  (en) « Awards 1990 », Swisscharts.com. Hung Medien (consulté le 28 septembre 2015).
23. 1 2 3  (en) N/A, « Spellbound - Releases » (versions de l'album), sur AllMusic (consulté le 21 octobre 2015)
24. 1 2  (en) N/A, « Head over Heels - Releases » (versions de l'album), sur AllMusic (consulté le 21 octobre 2015)
25. 1 2  The Singles, Paula Abdul, 1992, crédits, Virgin Records.
26. ↑  (en) « Top Albums/CDs – Volume 52, No. 5, June 16 1990 », sur RPM, Library and Archives Canada (consulté le 29 septembre 2015).
27. 1 2  (en) N/A, « Shut Up and Dance: Dance Mixes - Releases » (versions de l'album), sur AllMusic (consulté le 21 octobre 2015)
28. ↑  (en) N/A, « Paula Abdul - Greatest » (fiche album), sur AllMusic (consulté le 16 janvier 2014)
29. ↑  (en) Steve Huey, « Paula Abdul - The Greatest Hits » (fiche album), sur AllMusic (consulté le 22 octobre 2015)
30. ↑  (en) Stephen Thomas Erlewine, « Paula Abdul - Greatest Hits: Straight Up! » (fiche album), sur AllMusic (consulté le 22 octobre 2015)
31. 1 2 3 4  (en) N/A, « 10 Great Songs – Releases » (versions de l'album), sur AllMusic (consulté le 21 octobre 2015)
32. 1 2 3 4  (en) N/A, « Icon - Releases » (versions de l'album), sur AllMusic (consulté le 21 octobre 2015)
33. ↑  (en) « Paula Abdul – Greatest Hits – Straight Up! (album) », Lescharts.com. Hung Medien (consulté le 30 septembre 2015).
34. ↑  (ja) « ポーラ・アブドゥル / ザ・グレイテスト [限定][廃盤] », sur CDJournal (consulté le 21 octobre 2015).
35. 1 2  (en) « Paula Abdul – The Greatest Images », sur Discogs (consulté le 21 octobre 2015).
36. 1 2 3  (en) N/A, « The Greatest Hits - Releases » (versions de l'album), sur AllMusic (consulté le 21 octobre 2015)
37. 1 2 3  (en) N/A, « Greatest Hits: Straight Up! - Releases » (versions de l'album), sur AllMusic (consulté le 21 octobre 2015)
38. 1 2 3  (en) « Paula Abdul Albums & Songs Chart History: Hot 100 », sur Billboard.com (consulté le 17 septembre 2015).
39. 1 2  (en) « Paula Abdul Albums & Songs Chart History: Hot R&B/Hip-Hop Songs », sur Billboard.com (consulté le 17 septembre 2015).
40. 1 2 3  (en) « Paula Abdul Albums & Songs Chart History: Dance Club Songs », sur Billboard.com (consulté le 17 septembre 2015).
41. ↑  Pour Knocked Out et Forever Your Girl :
  - (en) « Charts Peaks », sur Imgur.com, 17 janvier 2014 (consulté le 29 septembre 2015).

Pour Ain't Never Gonna Give You Up :
  - (en) « Re: ARIA Charts Peak », sur Imgur.com, 14 juillet 2015 (consulté le 29 septembre 2015).
42. ↑  Pour Straight Up :
  - (en) « Top Singles – Volume 50, No. 1, May 01 1989 », sur RPM, Library and Archives Canada (consulté le 29 septembre 2015).

Pour Forever Your Girl :
  - (en) « Top Singles – Volume 50, No. 5, May 29 1989 », sur RPM, Library and Archives Canada (consulté le 29 septembre 2015).

Pour Cold Hearted :
  - (en) « Top Singles – Volume 50, No. 19, September 04 1989 », sur RPM, Library and Archives Canada (consulté le 29 septembre 2015).

Pour (It's Just) The Way That You Love Me :
  - (en) « Top Singles – Volume 51, No. 5, December 02 1989 », sur RPM, Library and Archives Canada (consulté le 29 septembre 2015).

Pour Opposites Attract :
  - (en) « Top Singles – Volume 51, No. 16, March 03 1990 », sur RPM, Library and Archives Canada (consulté le 29 septembre 2015).

Pour le remix de Knocked Out :
  - (en) « Top Singles – Volume 52, No. 10, July 21 1990 », sur RPM, Library and Archives Canada (consulté le 29 septembre 2015).

Pour Rush Rush :
  - (en) « Top Singles – Volume 54, No. 5, July 06 1991 », sur RPM, Library and Archives Canada (consulté le 29 septembre 2015).

Pour The Promise of a New Day :
  - (en) « Top Singles – Volume 54, No. 18, October 05 1991 », sur RPM, Library and Archives Canada (consulté le 29 septembre 2015).

Pour Blowing Kisses in the Wind :
  - (en) « Top Singles – Volume 55, No. 3, December 21 1991 », sur RPM, Library and Archives Canada (consulté le 29 septembre 2015).

Pour Vibeology :
  - (en) « Top Singles – Volume 55, No. 12, March 14 1992 », sur RPM, Library and Archives Canada (consulté le 29 septembre 2015).

Pour Will You Marry Me? :
  - (en) « Top Singles – Volume 50, No. 21, May 23 1992 », sur RPM, Library and Archives Canada (consulté le 29 septembre 2015).

Pour My Love Is for Real :
  - (en) « Top Singles – Volume 61, No. 27, July 07 1995 », sur RPM, Library and Archives Canada (consulté le 29 septembre 2015).

Pour Crazy Cool :
  - (en) « Top Singles – Volume 62, No. 15, November 13 1995 », sur RPM, Library and Archives Canada (consulté le 29 septembre 2015).
43. 1 2  (en) « Randy Jackson - Awards » (version du 9 mars 2016 sur Internet Archive), sur AllMusic.
44. ↑  « Paula Abdul dans les charts français », Lescharts.com. Hung Medien (consulté le 2 juillet 2012).
45. ↑  Pour Opposites Attract :
  - (en) « Paula Abdul with The Wild Pair », The Official Charts Company (consulté le 28 septembre 2015).
46. 1 2  Confessions, Dweezil Zappa, 2007, crédits, Barking Pumpkin.
47. 1 2  (en) N/A, « Original TV Soundtrack - Beverly Hills, 90210 » (fiche album), sur AllMusic (consulté le 19 octobre 2015)
48. 1 2  (en) N/A, « Disney – For Our Children: The Concert » (fiche album), sur AllMusic (consulté le 19 octobre 2015)
49. ↑  (en) Nick Levine, « Kylie: Revisited #7: 'Light Years' », sur Digital Spy, 21 juin 2010 (consulté le 17 janvier 2014).
50. ↑  Nobody's Angel, Nobody's Angel, 2000, crédits, Hollywood Records.
51. ↑  (en) N/A, « Light Years - Credits » (contributeurs à l'album), sur AllMusic (consulté le 19 octobre 2015)
52. 1 2 3 4 5 6 7  (en) « Paula Abdul », sur IMVDb.com (consulté le 26 septembre 2015).
53. ↑  (en) « Paula Abdul: Captivated – The Video Collection 92 on Virgin Music Video », sur VideoCollector.co.uk (consulté le 23 septembre 2015).
54. 1 2 3  (en) « Paula Abdul: Straight Up (1989) », sur Internet Movie Database (consulté le 19 septembre 2015).
55. 1 2 3 4 5  (en) « Captivated: The Video Collection '92 (1991) », sur Internet Movie Database (consulté le 22 septembre 2015).
56. ↑  (en) « Making of "Dance Like There's No Tomorrow" music video 1/3 », sur YouTube, 4 juin 2008 (consulté le 8 octobre 2015).
57. 1 2  (en) « Paula Abdul: Under My Spell Live (1993) », sur Internet Movie Database (consulté le 22 septembre 2015).
58. ↑  (en) « Get Up and Dance! (1994) », sur Internet Movie Database (consulté le 19 octobre 2015).
59. ↑  (en) « Paula Abdul: Cardio Dance (1998) », sur Internet Movie Database (consulté le 19 octobre 2015).
60. ↑  (en) « Zoe's Dance Moves (2003) », sur Internet Movie Database (consulté le 19 octobre 2015).
61. ↑  (en) « Video Hits: Paula Abdul (2005) », sur Internet Movie Database (consulté le 19 octobre 2015).
62. ↑  (en) « Paula Abdul: Cardio Cheer (2005) », sur Internet Movie Database (consulté le 19 octobre 2015).